# Кеоссеян, Мануэль
Мануэ́ль Кеоссея́н (исп. Manuel Keosseián, 17 августа 1953, Монтевидео) — уругвайский футболист, выступавший на позиции защитника. По окончании карьеры игрока работал со множеством клубов в Латинской Америке и Европе в качестве главного тренера. Отец футболиста Карлоса Кеоссеяна.

## Биография
Начинал карьеру футболиста в клубе «Суд Америка», но большую часть карьеры провёл в «Данубио». Также выступал в чемпионатах Аргентины и Эквадора. Карьеру завершил в 1983 году в аргентинском «Депортиво Арменио».
В качестве главного тренера возглавлял 24 клуба из разных стран. В 1990 году привёл «Белья Висту» к титулу чемпионов Уругвая — это самое большое достижение в истории клуба.
В 2000 году с «Дефенсор Спортингом» выиграл Лигилью Уругвая. С гондурасским «Мунисипалем» Кеоссян трижды выигрывал местное первенство. В 2014 году рассматривался кандидатом на пост главного тренера сборной Гондураса.
Имеет армянское происхождение.

## Титулы
- Чемпион Уругвая (1): 1990
- Победитель Лигильи Уругвая (1): 2000
- Чемпион Коста-Рики (1): 1997
- Чемпион Гондураса (3): 2007 (Апертура), 2008 (А), 2009 (А)
- Чемпион Гватемалы (1): 2010 (Клаусура)